# 파레테
파레테(이탈리아어: Parete)는 이탈리아 캄파니아주 카세르타도에 있는 코무네이다. 나폴리로부터는 북서쪽으로 15km 카세르타에선 남서쪽으로 20km 거리에 있다. 잠바티스타 바실레의 출생시로 알려져 있다.